# Nemichthys curvirostris
Nemichthys curvirostris är en fiskart som först beskrevs av Strömman, 1896.  Nemichthys curvirostris ingår i släktet Nemichthys och familjen skärfläcksålar. Inga underarter finns listade i Catalogue of Life.